# Otto Holmdahl (borgmästare)
Johan Otto Holmdahl (i riksdagen kallad Holmdahl i Karlskrona), född 22 oktober 1860 i Karlskrona, död 18 oktober 1921 i Karlskrona, var en svensk borgmästare och riksdagspolitiker.
Holmdahl skrevs in vid Lunds universitet 1879 och avlade examen till rättegångsverken 1883. Han blev rådman 1891 i Karlskrona och var borgmästare i sin födelsestad 1906–1921. Han var ledamot av riksdagens andra kammare 1912–1918, invald i Blekinge läns valkrets.